# Detalles y emociones
Detalles y emociones es el nombre de un álbum de estudio lanzado por la banda de música regional mexicana Los Tigres del Norte junto con la discográfica Fonovisa Records en 2007, el álbum fue ganador al mejor álbum norteño, y logrando quedar en el puesto 65 de la tabla Billboard 200.

## Recepción de la crítica
Jason Birchmeier elogió este álbum describiéndolo un "álbum típicamente sólido, temáticamente relevante y excelente en todos los aspectos que se ubica entre los mejores". Elogiando más a «El muro».

## Lista de canciones
Lista de canciones:

| Detalles y emociones |                              |                        |          |  |
| N.º                  | Título                       | Escritor(es)           | Duración |  |
| 1.                   | «Detalles»                   | Nacho Hernández        | 2:48     |  |
| 2.                   | «Lágrimas de sangre»         | Nacho Hernández        | 3:25     |  |
| 3.                   | «El muro»                    | Cristina Rubalcava     | 3:21     |  |
| 4.                   | «Un hombre de ley»           | Nacho Hernández        | 2:53     |  |
| 5.                   | «Corazón herido»             | Pablo Castro           | 3:13     |  |
| 6.                   | «Los mal portados»           | Luis Enrique López     | 2:44     |  |
| 7.                   | «América central»            | Enrique Franco         | 3:49     |  |
| 8.                   | «Cuidado con la mesera»      | Francisco Quintero     | 3:13     |  |
| 9.                   | «Emociones»                  | Manuel Eduardo Toscano | 3:12     |  |
| 10.                  | «Tus ausencias»              | Manuel Eduardo Toscano | 3:34     |  |
| 11.                  | «Forever»                    | Pablo Castro           | 3:15     |  |
| 12.                  | «La huella del alacrán»      | Paulino Vargas Jr      | 3:41     |  |
| 13.                  | «Que nunca se entere»        | Manuel Eduardo Toscano | 3:40     |  |
| 14.                  | «Fue una mujer»              | Manuel Eduardo Toscano | 3:29     |  |
| 15.                  | «El Muro (Versión Original)» | Cristina Rubalcava     | 4:17     |  |
| 50:33                |                              |                        |          |  |

## Personal
Personal según Allmusic:
- Adriana Rebold - Dirección artística, Diseño gráfico
- Enrique Franco - Compositor
- Francisco Quintero - Compositor
- Hernán Hernández - Arreglista, Director artístico, banda
- John Greenham - Mastering Engineer
- Jorgé Hernández - Arreglista, Director artístico, banda
- Joseph Pope - Ingeniero
- Luis Hernández - Arreglista, Director artístico, banda
- Manuel Eduardo Toscano - Compositor
- Nacho Hernández - Compositor
- Óscar Lara - Arreglista, Director artístico, banda
- Pablo Castro - Dirección artística, Compositor
- Walter Romero - Ingeniero

## Rendimiento del gráfico
| Gráfica                            | Posición más alta |
| ---------------------------------- | ----------------- |
| México AMPROFON Lista de álbumes   | 40                |
| España Promusicae Lista de álbumes | 40                |
| Mejor álbum norteño                | 1                 |
| Billboard 200                      | 65                |
| Billboard Top Latin Albums         | 2                 |
| Billboard Regional Mexican Albums  | 1                 |